# Acanthogonatus brunneus
Acanthogonatus brunneus är en spindelart som först beskrevs av Hercule Nicolet 1849.  Acanthogonatus brunneus ingår i släktet Acanthogonatus och familjen Nemesiidae. Inga underarter finns listade i Catalogue of Life.